# Kryptolebias
 Kryptolebias és un gènere de peixos de la família Rivulidae i de l'ordre dels ciprinodontiformes.

## Taxonomia
- Kryptolebias brasiliensis (Valenciennes, 1821)
- Kryptolebias campelloi (Costa, 1990)
- Kryptolebias caudomarginatus (Seegers, 1984)
- Kryptolebias gracilis (Costa, 2007)
- Kryptolebias ocellatus (Hensel, 1868)
- Kryptolebias sepia (Vermeulen & Hrbek, 2005)[1][2][3][4]